# اسباب آشپزی

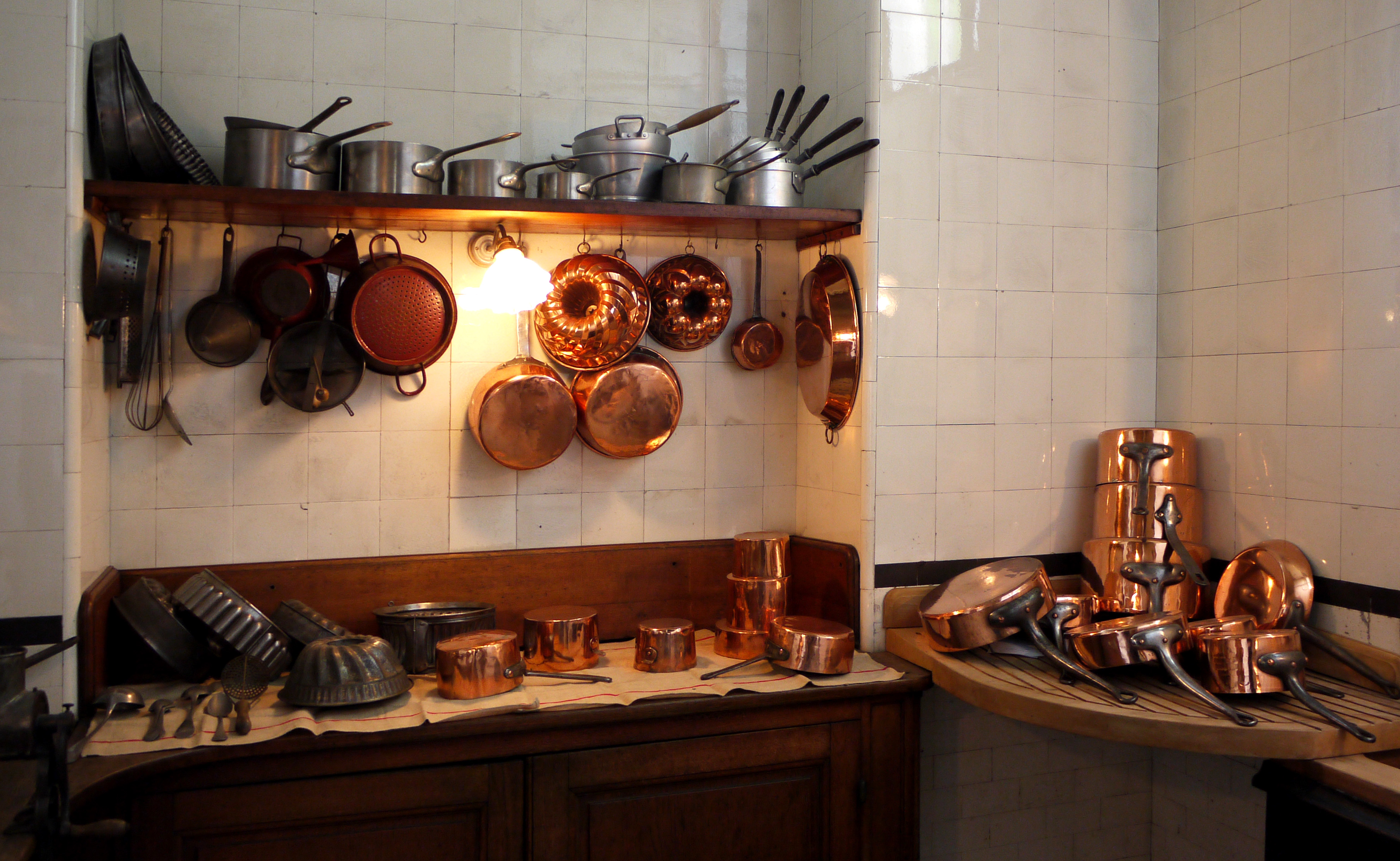

اسباب آشپزی (انگلیسی: Kitchen utensil) ابزار‌های کوچکی است که برای تهیه غذا استفاده می‌شود. اسباب آشپزخانه شامل ابزارهایی برای برش مواد غذایی به اندازه، گرم کردن غذا در یک آتش باز یا بر روی اجاق، پخت، مخلوط کردن، ترکیب کردن و اندازه‌گیری مواد غذایی است. وسایل مختلفی برای انجام هر کار آشپزی ساخته شده‌است.